# 佩卓·莫訶拉

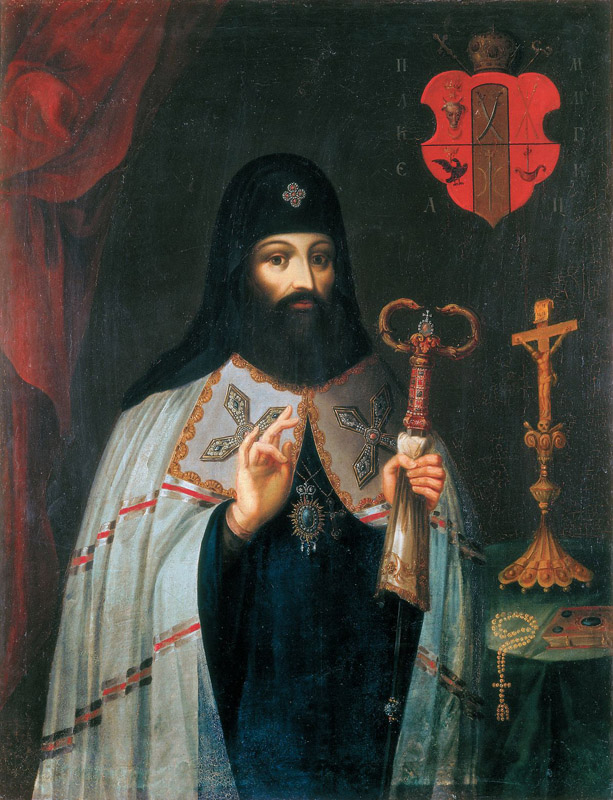
佩卓·莫希拉肖像

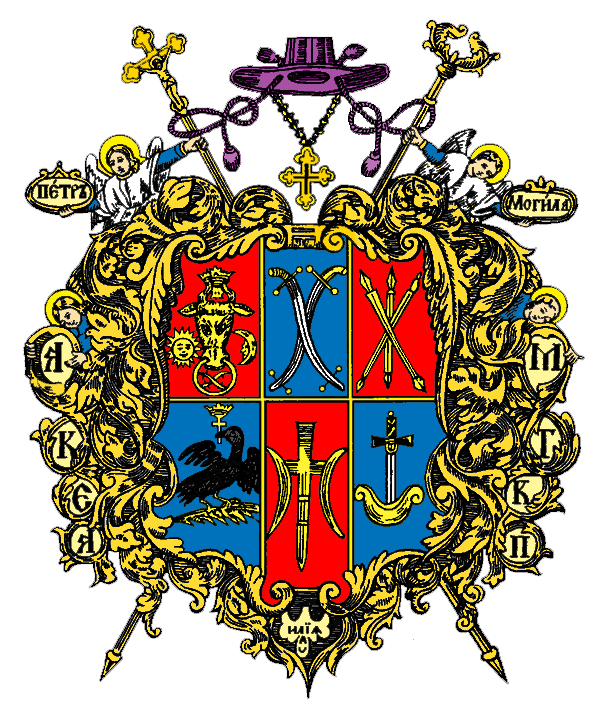
當時的基輔都主教徽章

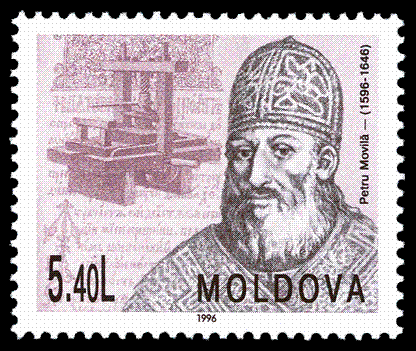
1996年摩爾多瓦發行的400年冥誕紀念郵票

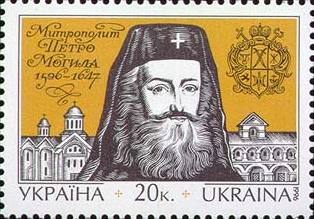
1996年烏克蘭發行的400年冥誕紀念郵票

佩卓·莫訶拉（1596年12月21日—1647年1月1日）是摩爾多瓦的羅馬尼亞裔政治家和教育家，1633年直至逝世擔任基輔、加利西亞和全羅斯的都主教。

## 後世緬懷
1991年，在基輔弟兄修道院的既有土地上，重新開辦了基輔莫訶拉院國立大學。
1996年，佩卓·莫希拉成為第一位被所有教派的烏克蘭正教會冊封的聖人。

## 備注
1. ↑  烏克蘭語羅馬化：Petro Symeonovych Mohyla
2. ↑  俄語羅馬化：Pyotr Simeonovich Mogila